# Exoprosopa doris
Exoprosopa doris är en tvåvingeart som beskrevs av Osten Sacken 1877. Exoprosopa doris ingår i släktet Exoprosopa och familjen svävflugor. Inga underarter finns listade i Catalogue of Life.